# Glenea saperdoides
Glenea saperdoides är en skalbaggsart. Glenea saperdoides ingår i släktet Glenea och familjen långhorningar.

## Underarter
Arten delas in i följande underarter:
- G. s. saperdoides
- G. s. javicola
- G. s. tamborana
- G. s. vientianensis